# Arthur Legat
Arthur Legat (1898. november 1. – 1960. február 23.) belga autóversenyző.

## Pályafutása
1952-ben és 1953-ban részt vett hazája világbajnoki Formula–1-es versenyein. A két futam egyikén sem szerzett pontot; az 52-es futamon öt kör hátrányban zárt a győztes Alberto Ascari mögött, 53-ban pedig technikai problémák miatt kiesett.
Pályafutása alatt rajhoz állt több, a világbajnokság keretein kívül rendezett Formula–1-es versenyen is.

## Eredményei

### Teljes Formula–1-es eredménysorozata
(Táblázat értelmezése)

(Félkövér: pole-pozícióból indult; dőlt: leggyorsabb kört futott) 

| Év   | Csapat       | Modell         | Motor              | 1   | 2   | 3      | 4      | 5   | 6   | 7   | 8   | 9   | Helyezés | Pont |
| ---- | ------------ | -------------- | ------------------ | --- | --- | ------ | ------ | --- | --- | --- | --- | --- | -------- | ---- |
| 1952 | Arthur Legat | Veritas Meteor | Veritas Straight-6 | SUI | 500 | BEL 13 | FRA    | GBR | GER | NED | ITA |     | -        | 0    |
| 1953 | Arthur Legat | Veritas Meteor | Veritas Straight-6 | ARG | 500 | NED    | BEL Ki | FRA | GBR | GER | SUI | ITA | -        | 0    |

## Külső hivatkozások
- Profilja a grandprix.com honlapon (angolul)
- Profilja a statsf1.com honlapon (angolul)